# هفتاد و دومین دوره جوایز اسکار
هفتاد و دومین دوره مراسم اعطای جوایز اسکار (انگلیسی: 72th Academy Awards) در ۲۶ مارس ۲۰۰۰ در شراین ادیتوریوم، لس آنجلس برگزار شد. در این مراسم بهترین فیلم‌های سال ۱۹۹۹ جهان به انتخاب آکادمی علوم و هنرهای تصاویر متحرک جایزه گرفتند.
بیلی کریستال مجری این مراسم بود.

## جوایز

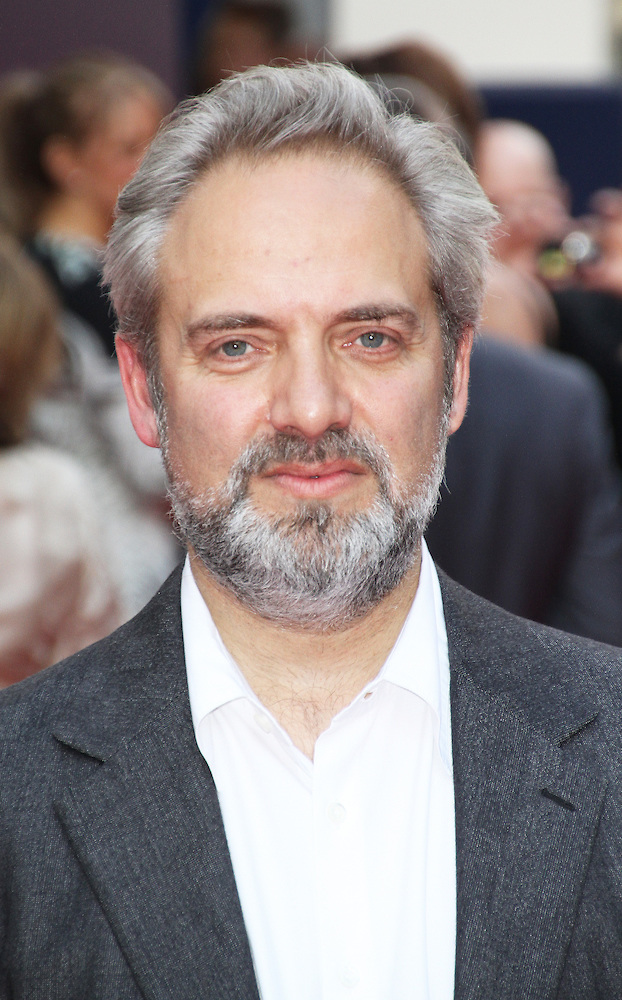
سام مندس، Best Director winner

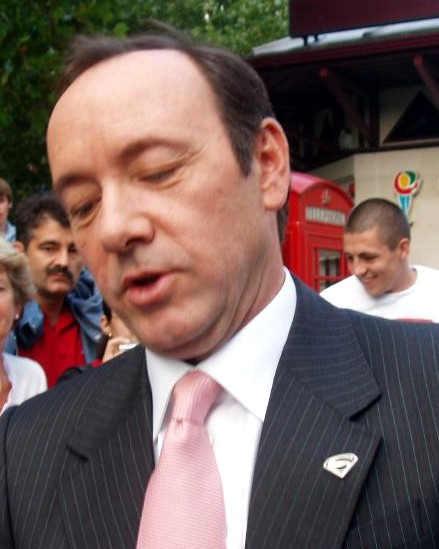
کوین اسپیسی، Best Actor winner

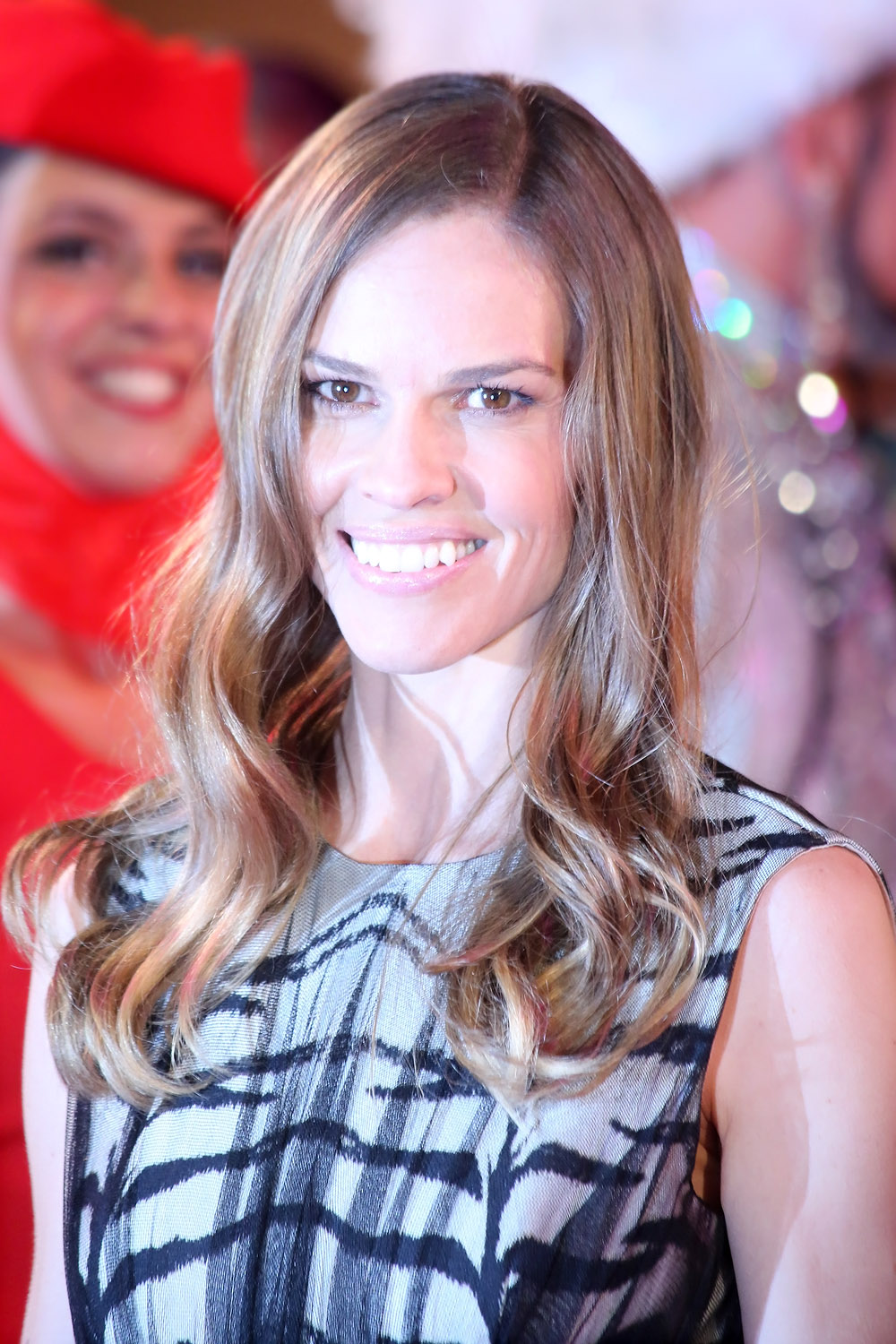
هیلاری سوانک، Best Actress winner

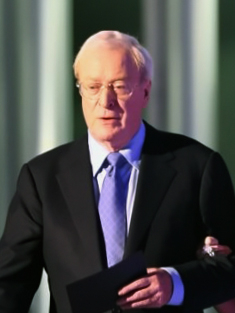
مایکل کین، Best Supporting Actor winner

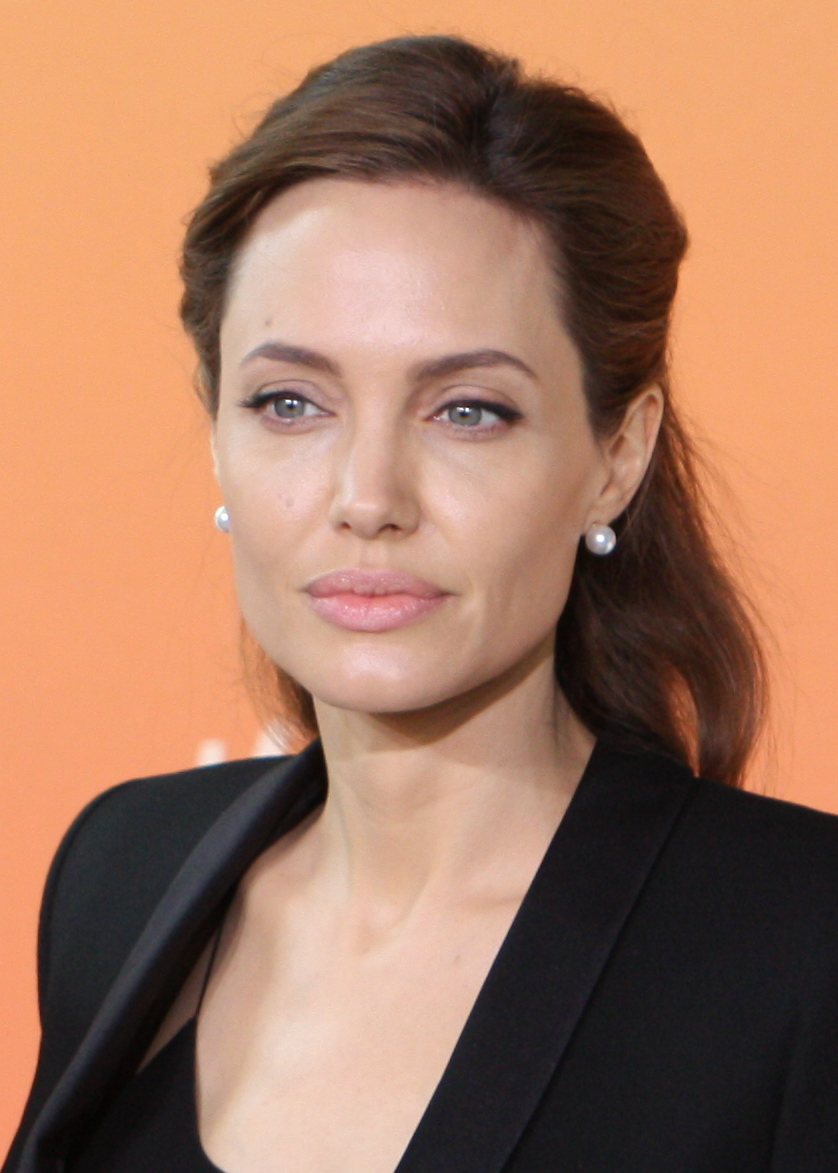
آنجلینا جولی، Best Supporting Actress winner

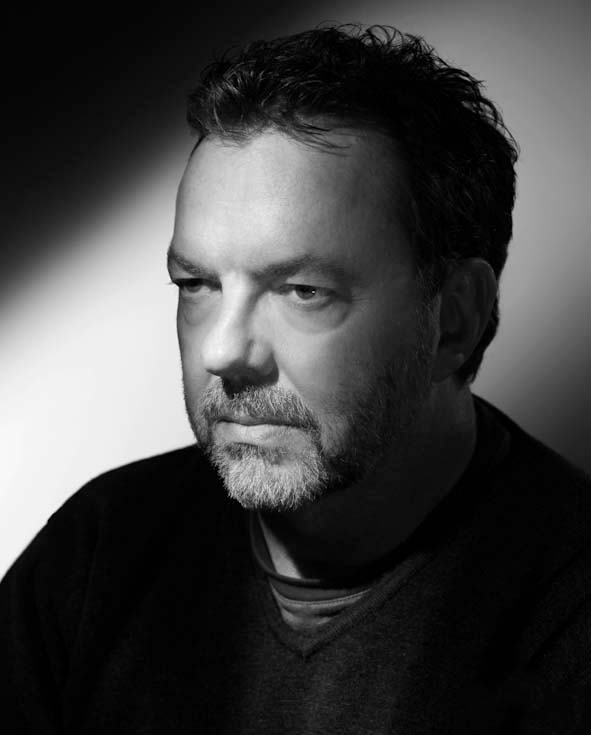
Allan Ball, Best Original Screenplay winner

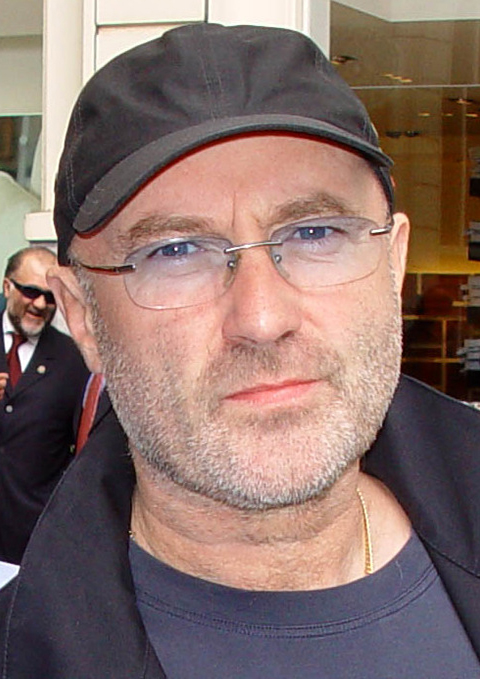
فیل کالینز، Best Original Song winner

برندگان نخست و در حروف برجسته پررنگ فهرست شده‌اند
| جایزه اسکار بهترین فیلم - زیبایی آمریکایی – بروس کوئن، Dan Jinks - قوانین خانه سایدر – ریچارد ان. گلدستاین - مسیر سبز – فرانک دارابونت، David Valdes - نفوذی – مایکل مان، Pieter Jan Brugge - حس ششم – کاتلین کندی، فرانک مارشال، Barry Mendel | جایزه اسکار بهترین کارگردانی - سام مندس – زیبایی آمریکایی - اسپایک جونز – جان مالکوویچ بودن - لاسه هالستروم – قوانین خانه سایدر - مایکل مان – نفوذی - ام. نایت شیامالان – حس ششم |
| جایزه اسکار بهترین بازیگر نقش اول مرد - کوین اسپیسی – زیبایی آمریکایی در نقش Lester Burnham - راسل کرو – نفوذی در نقش Jeffrey Wigand - ریچارد فارنزورث – داستان استریت در نقش Alvin Straight - شان پن – شیرین و رذل در نقش Emmet Ray - دنزل واشنگتن – توفند در نقش رابین کارتر | جایزه اسکار بهترین بازیگر نقش اول زن - هیلاری سوانک – پسرها گریه نمی‌کنند در نقش برندون تینا - آنت بنینگ – زیبایی آمریکایی در نقش Carolyn Burnham - جانت مک‌تیر – رها چون باد در نقش Mary Jo Walker - جولیان مور – پایان رابطه در نقش Sarah Miles - مریل استریپ – موسیقی قلب در نقش Roberta Guaspari |
| جایزه اسکار بهترین بازیگر نقش مکمل مرد - مایکل کین – قوانین خانه سایدر در نقش Dr. Wilbur Larch - تام کروز – مگنولیا در نقش Frank T.J. Mackey - مایکل کلارک دانکن – مسیر سبز در نقش John Coffey - جود لا – آقای ریپلی بااستعداد در نقش Dickie Greenleaf - هالی جوئل آزمنت – حس ششم در نقش Cole Sear | جایزه اسکار بهترین بازیگر نقش مکمل زن - آنجلینا جولی – دختر، گسیخته‌شده در نقش Lisa Rowe - تونی کولت – حس ششم در نقش Lynn Sear - کاترین کینر – جان مالکوویچ بودن در نقش Maxine Lund - سامانتا مورتون – شیرین و رذل در نقش Hattie - کلویی سونی – پسرها گریه نمی‌کنند در نقش Lana Tisdel |
| جایزه اسکار بهترین فیلم‌نامه غیراقتباسی - زیبایی آمریکایی – آلن بال - جان مالکوویچ بودن – چارلی کافمن - مگنولیا – پل توماس اندرسن - حس ششم – ام. نایت شیامالان - وارونه – مایک لی | جایزه اسکار بهترین فیلم‌نامه اقتباسی - قوانین خانه سایدر – جان ایروینگ from قوانین خانه سایدر by John Irving - انتخابات – الکساندر پین و جیم تیلور from Election by تام پروتا - مسیر سبز – فرانک دارابونت from مسیر سبز (رمان) by استیون کینگ - نفوذی – مایکل مان و اریک روث from "نفوذی" by Marie Brenner - آقای ریپلی بااستعداد – آنتونی مینگلا from آقای ریپلی بااستعداد by پاتریشیا های‌اسمیت                            |
| جایزه اسکار بهترین فیلم خارجی‌زبان - همه‌چیز درباره مادرم (اسپانیا) به زبان اسپانیایی – پدرو آلمودوار - هیمالیا (نپال) به زبان نپالی – اریک والی - East/West (فرانسه) به زبان فرانسوی – رژیس وارنیه - Solomon & Gaenor (بریتانیا) به زبان ولزی – Paul Morrison - Under the Sun (سوئد) به زبان سوئدی – کالین ناتلی | |
| Best Documentary Feature - یک روز در سپتامبر – Arthur Cohn و کوین مک‌دانلد - بوئنا ویستا سوشیال کلاب – ویم وندرس و Ulrich Felsberg - Genghis Blues – Roko Belic و Adrian Belic - On the Ropes – Nanette Burstein و Brett Morgen - Speaking in Strings – Paola di Florio و Lilibet Foster | Best Documentary Short - King Gimp – Susan Hannah Hadary و William A. Whiteford - Eyewitness – Bert Van Bork - The Wildest Show in the South: The Angola Prison Rodeo – Simeon Soffer و Jonathan Stack |
| جایزه اسکار بهترین فیلم کوتاه - My Mother Dreams the Satan's Disciples in New York – Barbara Schock و Tammy Tiehel - Bror, Min Bror – Henrik Ruben Genz و Michael W. Horsten - Killing Joe – مهدی نوروزیان و Steve Wax - Kleingeld – Marc-Andreas Bochert و Gabriele Lins - Major and Minor Miracles – Marcus Olsson | جایزه اسکار بهترین پویانمایی کوتاه - پیرمرد و دریا – الکساندر پتروف (پویانما) - Humdrum – Peter Peake - My Grandmother Ironed the King's Shirts – توریل کووه - 3 Misses – Paul Driessen - When the Day Breaks – Wendy Tilby و Amanda Forbis |
| جایزه اسکار بهترین موسیقی فیلم - ویولن سرخ – جان کوریلیانو - زیبایی آمریکایی – توماس نیومن - خاکسترهای آنجلا – جان ویلیامز - قوانین خانه سایدر – ریچل پورتمن - آقای ریپلی بااستعداد – گابریل یارد | جایزه اسکار بهترین ترانه - You'll Be in My Heart" from تارزان (فیلم ۱۹۹۹) – موسیقی و ترانه اثر فیل کالینز - "Blame Canada" from ساوت پارک: گنده‌تر، درازتر و کوتاه‌نشده – موسیقی و ترانه اثر تری پارکر و مارک شیمن - "Music of My Heart" from موسیقی قلب – موسیقی و ترانه اثر دایان وارن - "Save Me" from مگنولیا – موسیقی و ترانه اثر ایمی من - "When She Loved Me" from داستان اسباب‌بازی ۲ – موسیقی و ترانه اثر رندی نیومن |
| جایزه اسکار بهترین تدوین صدا - ماتریکس – Dane A. Davis - باشگاه مبارزه – Ren Klyce و ریچارد هیمنز - جنگ ستارگان اپیزود اول: تهدید شبح – بن برت و Tom Bellfort | Best Sound - ماتریکس – John T. Reitz, Gregg Rudloff, David E. Campbell و David Lee - مسیر سبز – Robert J. Litt, الیوت تایسون, Michael Herbick و Willie D. Burton - نفوذی – Andy Nelson, Doug Hemphill و Lee Orloff - مومیایی – Leslie Shatz, Chris Carpenter, Rick Kline و کریس مونرو - جنگ ستارگان اپیزود اول: تهدید شبح – گری رایدستورم، Tom Johnson, Shawn Murphy و John Midgley                                        |
| جایزه اسکار بهترین طراحی صحنه - اسلیپی هالو – کارگردان هنری: Rick Heinrichs; Set Decoration: Peter Young - آنا و شاه – کارگردان هنری: Luciana Arrighi; Set Decoration: Ian Whittaker - قوانین خانه سایدر – کارگردان هنری: David Gropman; Set Decoration: Beth Rubino - آقای ریپلی بااستعداد – کارگردان هنری: Roy Walker; Set Decoration: Bruno Cesari - وارونه – کارگردان هنری: Eve Stewart; Set Decoration: Eve Stewart و John Bush | جایزه اسکار بهترین فیلمبرداری - زیبایی آمریکایی – کنراد هال - پایان رابطه – راجر پرت - نفوذی – دانته اسپینوتی - اسلیپی هالو – امانوئل لوبزکی - Snow Falling on Cedars – رابرت ریچاردسون |
| Best Makeup - وارونه – Christine Blundell و Trefor Proud - آستین پاورز: جاسوسی که مرا تکان داد – Michèle Burke و Mike Smithson - مرد دویست ساله – گرگ کینم - زندگی – ریک بیکر | جایزه اسکار بهترین طراحی لباس - وارونه – لیندی همینگ - آنا و شاه – جنی بیون - اسلیپی هالو – کالین اتوود - آقای ریپلی بااستعداد – Gary Jones و آن روث - تیتوس – میلنا کانونرو |
| جایزه اسکار بهترین تدوین - ماتریکس – زک استینبرگ - زیبایی آمریکایی – طارق انور (تدوین‌گر) و کریستوفر گرینبوری - قوانین خانه سایدر – Lisa Zeno Churgin - نفوذی – ویلیام گلدنبرگ, Paul Rubell و David Rosenbloom - حس ششم – اندرو موندشاین | جایزه اسکار بهترین جلوه‌های تصویری - ماتریکس – John Gaeta, Janek Sirrs, Jon Thum و Steve Courtley - جنگ ستارگان اپیزود اول: تهدید شبح – جان نول, Dennis Muren, Scott Squires و Rob Coleman - استوارت کوچولو – John Dykstra, Jerome Chen, Henry F. Anderson III and Eric Allard |

## جایزه اسکار افتخاری
- آندری وایدا[۷]

## جایزه اسکار یادبود ایروینگ جی. تالبرگ
- وارن بیتی[۸]

## فیلم‌های با بیش از یک جایزه یا نامزدی
| Nominations | Film                              |
| ----------- | --------------------------------- |
| 8           | زیبایی آمریکایی                   |
| ۷           | قوانین خانه سایدر                 |
| ۷           | نفوذی                             |
| 6           | حس ششم                            |
| 5           | آقای ریپلی بااستعداد              |
| ۴           | مسیر سبز                          |
| ۴           | ماتریکس                           |
| ۴           | وارونه                            |
| ۳           | جان مالکوویچ بودن                 |
| ۳           | مگنولیا                           |
| ۳           | اسلیپی هالو                       |
| ۳           | جنگ ستارگان اپیزود اول: تهدید شبح |
| ۲           | آنا و شاه                         |
| ۲           | پسرها گریه نمی‌کنند                |
| ۲           | پایان رابطه                       |
| ۲           | موسیقی قلب                        |
| ۲           | شیرین و رذل                       |

| Awards | Film              |
| ------ | ----------------- |
| 5      | زیبایی آمریکایی   |
| 4      | ماتریکس           |
| ۲      | قوانین خانه سایدر |
| ۲      | وارونه            |